# Canon EOS-1D Mark IV
Canon EOS-1D Mark IV — профессиональный цифровой зеркальный фотоаппарат серии Canon EOS, предназначенный для фотожурналистики. 1D Mark IV представлен 20 октября 2009 года и пришёл на смену камерам 1D Mark III, завершив «репортёрскую» линейку EOS-1D, основанную на матрицах формата APS-H. В середине 2012 года снят с производства, уступив место полнокадровой модели Canon EOS-1D X.

## Описание
Значительная часть нововведений в камере представляет собой решения, ранее появившиеся в любительских фотоаппаратах Canon: возможность съёмки видео, дизайн сенсора без зазоров между микролинзами, использование двух процессоров DIGIC 4, большой жидкокристаллический дисплей с разрешением 920 тыс. пикселей. Однако некоторые возможности появились в серии EOS Digital впервые.
Увеличение разрешения с 10 до 16 мегапикселей произошло без ущерба для скорости и длительности серийной съёмки ввиду использования более производительных процессоров DIGIC 4, а также, по утверждению компании, без серьёзного уменьшения количества попадающего на каждый пиксель света — благодаря «беззазорному» дизайну сенсора, впервые появившемуся в модели EOS 50D.
При тех же габаритах, что и EOS-1D Mark III, новая модель весит приблизительно на 100 г меньше. Модель стала первой профессиональной, оснащённой функцией видеозаписи, но по сравнению с более ранней Canon EOS 5D Mark II эта функция улучшена: кроме традиционных кадровых частот 30 и 60 кадров в секунду появились дополнительные 24 и 25. В процессе работы режима Live View матрица подвержена разогреву в меньшей степени и появился автофокус, работающий по контрасту. Благодаря усовершенствованиям шумоподавления, светочувствительность фотоаппарата впервые удалось довести до уровня, недоступного для существующих фотоматериалов, в том числе одноступенного процесса. В расширенном режиме она доходит до рекордного на момент выхода камеры значения: 102 400 ISO.

## Отличия от EOS-1D Mark III

### Электроника
- Новый дизайн сенсора с отсутствием зазора между микролинзами. Разрешение увеличено с 10,1 до 16,0 млн пикселей при уменьшении площади ячейки всего на 3 %;
- Максимальная чувствительность увеличена с 3200 до 6400 ISO; в расширенном диапазоне — с 12 800 до 102 400 ISO (впервые для Canon EOS);
- Два процессора DIGIC 4 вместо двух процессоров DIGIC III;
- Новый 45-точечный модуль автофокуса: вместо 19 точек фокусировки у Mark III крестообразными датчиками с повышенной чувствительностью теперь снабжены 39 точек;
- Увеличение скорости работы с картами памяти Compact Flash благодаря поддержке UDMA 6 (впервые для Canon EOS);
- Три варианта разрешения RAW вместо двух;
- Десять степеней сжатия JPEG (впервые для Canon EOS);
- Технология Auto Lighting Optimizer (впервые для серии EOS-1D);

### Интерфейс и настройки
- Улучшенный выбор фокусировочной зоны. Кроме колёс настройки выбирать точку фокусировки можно с помощью джойстика, впервые установленного в профессиональном Canon.

## Использование в кинопроизводстве
Благодаря отличному качеству получаемой видеозаписи, этот фотоаппарат применяется для съемки малобюджетных кинофильмов и телесериалов. Из-за большого размера матрицы, значительно превосходящей по размерам матрицу формата «Супер-35», применяемую в большинстве цифровых кинокамер, Canon EOS 1D Mark IV стал их малобюджетной альтернативой. Большие фокусные расстояния объективов обеспечивают характер изображения, аналогичный профессиональным киносъёмочным объективам, и недостижимый в видеокамерах с маленькой матрицей. Главные недостатки фотоаппарата — невозможность записи несжатого видео и временного кода, а также наличие единственного звукового входа, с лихвой покрываются его достоинствами. В настоящее время существует целый список фильмов, при съёмке которых некоторые или все эпизоды снимались фотокамерами Canon, в том числе и этой моделью, которую кинооператоры предпочитают остальным.

## Конкуренты
Прямым конкурентом является модель Nikon D3S, рекомендуемая стоимость которой в США на момент выхода EOS-1D Mark IV составляла 5200 долларов. Nikon D3S имеет скорость съёмки 9 кадров/с, полноразмерный 12-мегапиксельный сенсор и максимальную чувствительность 12 800 ISO (с возможностью расширения диапазона до 102 400 ISO).

## Комплект поставки
Как и другие профессиональные модели Canon, EOS-1D Mark IV продаётся без объективов в комплекте.
В комплект поставки входят:
- Литий-ионный аккумулятор LP-E4.
- Зарядное устройство LC-E4.
- Шейный ремень L6.
- USB-кабель IFC-200U и стерео-видеокабель AVC-DC400ST.
- Документация и программное обеспечение.

## Аксессуары
Модель совместима с широким набором аксессуаров для семейства фотоаппаратов EOS. Специально для EOS-1D Mark IV разработан беспроводной передатчик WFT-E2 II, позволяющий при помощи протокола IEEE 802.11 передавать снимки на сервер и дистанционно управлять фотоаппаратом. Ранняя модель WFT-E2 для работы с Mark IV требует обновления встроенного ПО.
Canon EOS-1D Mark IV не совместим с:
- Объективами Canon EF-S.
- Проводными пультами дистанционного управления отличного от N3 типа.
- Аксессуарами, предназначенными для других конкретных моделей (аккумуляторы, батарейные блоки, беспроводные передатчики и т. п.).